# Més dura serà la caiguda
Més dura serà la caiguda (títol original en anglès The Harder They Fall) és una pel·lícula estatunidenca dirigida per Mark Robson i estrenada l'any 1956.

## Argument
Eddie Willis (Humphrey Bogart) és un veterà periodista que serà requerit com a agent de premsa per Nick Benko (Rod Steiger) perquè aconsegueixi fer del gegantí però maldestre aspirant a boxejador "Toro" Moreno (Mike Lane), a qui fan creure que és un gran campió arreglant els seus combats.

## Comentaris
Últim film de Humphrey Bogart, que moriria un any després de l'enregistrament d'aquest títol víctima d'un càncer d'estómac. Gran interpretació de Rod Steiger, que estableix un vibrant duel interpretatiu amb Bogart.
Més dura serà la caiguda, escrita per Philip Yordan que adapta una novel·la de Budd Schulberg, és un dels millors exemples de pel·lícula ambientada en el món de la boxa, filmada per Mark Robson, un director que ja havia abordat prèviament una matèria similar amb la magistral Champion.
Si a Champion Robson centrava la història des de la perspectiva del mateix boxejador, ara ho fa des del punt de vista d'un influent periodista esportiu, que conduirà les regnes del desenvolupament de l'acció en ser contractat per un promotor de combats mancat d'escrúpols perquè mitjançant una agressiva de màrqueting, publiciti un nou i herculi boxador argentí (personatge basat en el púgil italià Primo Carnera), establint una incisiva, naturalista i agra estampa de les corrupteles i personatges que envolten el pugilisme.
La tensa narrativa de Mark Robson, una brillant fotografia de Burnett Guffey i l'esplèndid treball en el muntatge de Jerome Thorns brillen en les seqüències de baralla, que sens dubte van influenciar a Martin Scorsese per la seva Toro salvatge.

## Repartiment
- Humphrey Bogart: Eddie Willis
- Rod Steiger: Nick Benko
- Jan Sterling: Beth Willis
- Mike Lane: Toro Moreno
- Edward Andrews: Jim Weyerhause
- Harold J. Stone: Art Leavitt, reporter de TV
- Carlos Montalbán: Luís Agrandi
- Nehemiah Persoff: Leo
- Felice Orlandi: Vince Fawcett
- Herbie Faye: Max
- Rusty Lane: Danny McKeogh
- Jack Albertson: Pop
- Tony Blankley: Fill de Nick Benko

També hi apareixen els boxejadors:
- Jersey Joe Walcott: George
- Max Baer: Buddy Brannen
- Pat Comiskey: Gus Dundee
- Joe Greb: Joey Greb